# Бразильсько-португальські відносини

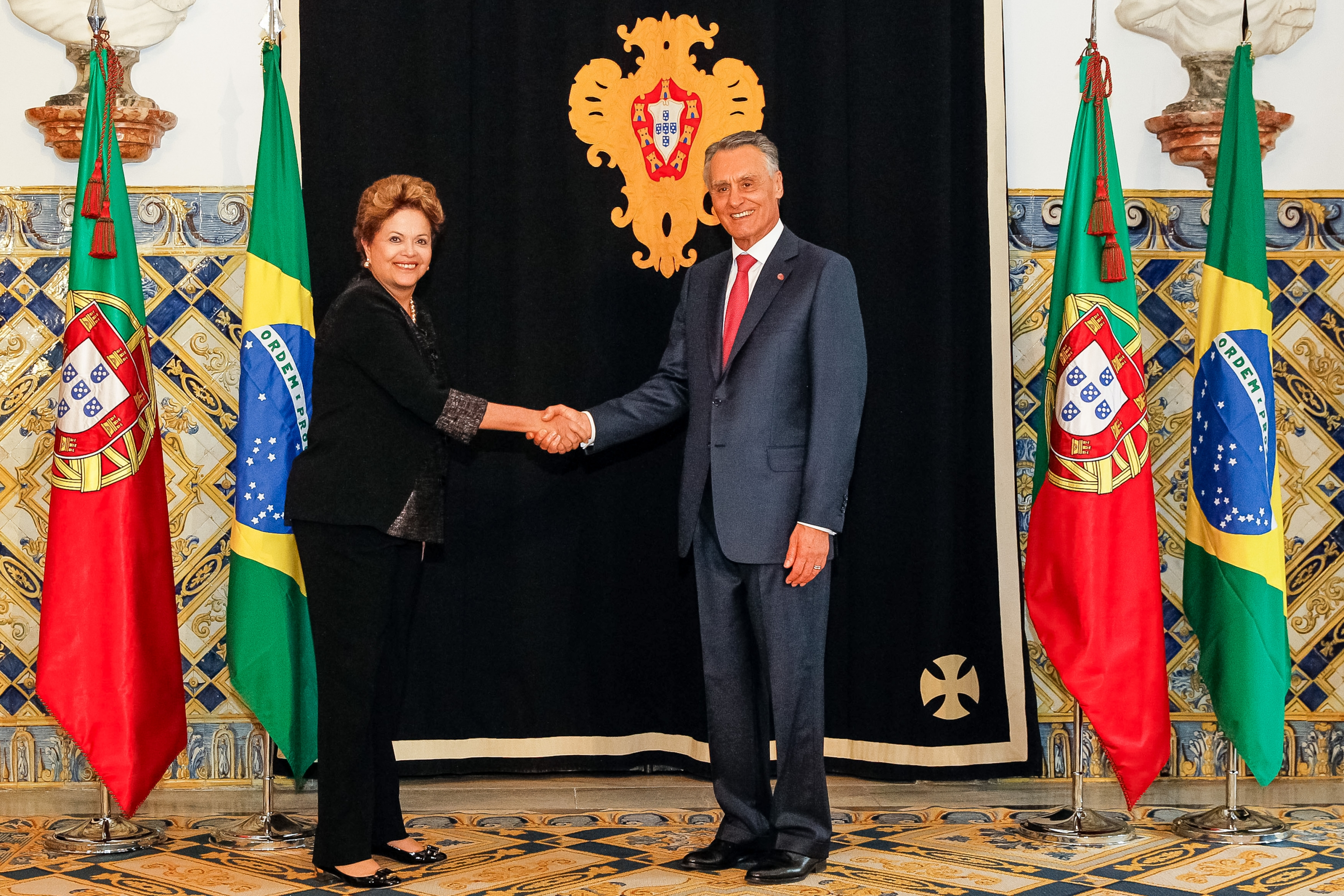
Липень 2013

Відносини Бразилії та Португалії тривають уже майже п'ять століть, починаючи з 1532 року зі створенням Сан-Вісенте, першого португальського постійного поселення в Америці, аж до наших днів. Відносини між ними невід'ємно пов'язані, оскільки на території Бразилії були португальські колонії. Вони продовжують бути пов'язані спільною мовою та родовими лініями португальських бразильців, які можна простежити вже сотні років. Бразилія — єдина країна Латинської Америки, де розмовляють португальською мовою. Сьогодні Бразилія і Португалія мають міцні взаємовідносини, про що свідчить спільність політичної і дипломатичної координації, а також економічного, соціального, культурного, правового, науково-технічного співробітництва. Згідно з опитуванням ВВС у 2011 році, 76 % португальців позитивно сприймають вплив Бразилії, а 8 % — негативно, що є найсприятливішим сприйняттям Бразилії для будь-якої іншої країни світу.

## Історія

### Походження
У квітні 1500 Португалія провела перші розвідувальні експедиції у Бразилії після прибуття португальського флоту під командуванням Педру Алвареша Кабрала.
До 1530 Португалія ще не створила жодної колонії в Бразилії. У перші роки заселення португальцями стало зрозуміло, що буде важко використовувати тубільців як рабів. Вони не були слухняними, мали високу смертність від західних хвороб і могли досить легко втекти та сховатися. Тому Португалія звернулася до імпортованих африканських рабів для ручної праці. У 16 і 17 століттях офіційні доходи від Бразилії були невеликими — близько 3 % португальських державних доходів у 1588 році та 5 % у 1619 році. Економічна діяльність була зосереджена на невеликій кількості поселенців, які займалися високоприбутковим експортом — орієнтувалися на цукрову тростину на північному сході.
У 1690-х відкриття золота, а в 1720-х — алмазів далі на південь у Мінас-Жерайс відкрило нові можливості. Золота промисловість була на піку близько 1750, видобуток становив близько 15 тон на рік, але оскільки найкращі родовища були вичерпані, виробництво та експорт скоротилися. У першій половині 18 століття прибуток від золота в середньому становив 5,23 мільйона реалів (1,4 мільйона фунтів стерлінгів) на рік, із яких ідентифіковані королівські доходи становили близько 18 %.  Загальні поставки бразильського золота за все 18 століття становили від 800 до 850 тон.

### Змова в Мінас-Жерайс
Змова в Мінас-Жерайс відбулася в 1788—1789, на чолі повстання стояв патріот і революціонер Жоакім Жозе да Сілва Шав'єр (відомий як Тирадентіс (Tiradentes)). Ці події стали першим великим рухом проти португальського панування у Бразилії.  Це було викликано податками, включаючи ненависний quinto do ouro або «королівську п'яту частину золота», податок у 20 % на вироблене золото.  а також деррама, щорічна податкова квота у 100 золотих злитків, накладена на штат Мінас-Жерайс; якщо вона не буде виконана, португальська корона могла б змусити бразильський народ сплатити залишок. Натхнена американською революцією, група, що включала військових, священнослужителів, поетів та інтелектуалів із Мінас-Жерайса, змовилася піднятися на повстання в день введення деррами, але три особи повідомили колоніальний уряд, і учасників було заарештовано. Повстання провалилося, і змовники були заарештовані. Тирадентіс був схоплений і четвертований, а його останки відправлено до Віла-Ріки (Уру-Прету), щоб показати, що буде з усіма повсталими.

### Сполучене Королівство Португалії, Бразилії та Алгарві
У 1808 португальський правитель, король Жуан VI, утік до Ріо-де-Жанейро, щоб уникнути французького вторгнення в Португалію.  Він привіз із собою близько 10 тисяч представників Португалії — аристократії, бюрократії та деяких військових. Протягом 13 років Ріо-де-Жанейро функціонував як столиця Королівства Португалія під час того, що деякі історики називають «переворотом метрополії» — тобто колишньою колонією, яка контролювала всю Португальську імперію. У 1815 році під час Віденського конгресу Жуан VI створив Сполучене Королівство Португалії, Бразилії та Алгарві, піднявши Бразилію до рівня Португалії та підвищивши адміністративну незалежність Бразилії. Представники Бразилії були обрані до португальських конституційних судів. У 1816 році, зі смертю королеви Марії, Жуан VI був коронований королем Португалії та Бразилії в Ріо-де-Жанейро. Жуан VI зіткнувся з політичною кризою, коли групи в Португалії намагалися скасувати метрополізацію своєї колишньої колонії. Після закінчення наполеонівських війн Жуана закликали повернутися до Лісабона, а Бразилію — до колишнього колоніального стану. Наприкінці 1821 року ситуація стала нестерпною, і Жуан VI і королівська родина повернулися до Португалії.

### Незалежність Бразилії
Тоді португальські суди вимагали, щоб принц Педру повернувся до Португалії. Як радив йому це зробити батько, принц замість цього заявив про свій намір залишитися в Бразилії в промові, відомій як «Фіку» («Я залишаюся»). Педро проголосив незалежність Бразилії 7 вересня 1822 року і згодом став першим імператором країни. Португальські гарнізони в Бразилії чинили певний збройний опір, але боротьба була короткою. Португалія визнала незалежність Бразилії в 1825 році.

### Інцидент Revolta da Armada
У 1894 році відносини між двома державами були напруженими після того, як Португалія надала притулок бразильським повстанцям після інциденту Revolta da Armada. Португалія направила до Ріо-де-Жанейро військово-морські сили у складі військових кораблів «Мінделу» та «Афонсу де Албукерке», щоб захистити португальські інтереси під час військово-морського повстання проти президента Флоріану Пейшоту. 2 квітня 1894 року повстання було придушено, і 493 повстанці, в тому числі 70 офіцерів і лідер заколоту, адмірал Луїш Філіпе де Салданья да Гама, шукали притулку на борту португальських військових кораблів. Незважаючи на протести бразильського уряду, Португалія надала притулок повстанцям і відпливла до Ріо-де-ла-Плата, де висадилася більшість біженців. Інцидент розцінили як порушення суверенітету Бразилії і це призвело до розриву дипломатичних відносин з Португалією. Дипломатичні відносини були відновлені в 1895 році адміністрацією Пруденті ду Морайса.

### ХХ століття
У ХХ столітті відносини між двома країнами сформували набагато більший розмір Бразилії та більш потужна економіка. З цієї причини бразильські інвестиції в Португалію в 1970-х і 1980-х роках були значно більшими, ніж португальські інвестиції в Бразилію.

## Політичні зв'язки
Бразилія та Португалія співпрацюють у багатосторонніх форумах і були партнерами у просуванні реформи ООН. Португалія лобіювала, щоб Бразилія стала постійним членом Ради Безпеки Організації Об'єднаних Націй.  Бразилія та Португалія є членами-засновниками Спільноти португаломовних країн, міжурядової організації колишніх португальських колоній.
Бразилія і Португалія підписали договір про дружбу, співробітництво та консультації в Порту-Сегуру 22 квітня 2000 року, під час 500-річчя відкриття Бразилії. Цей договір регулює співробітництво Португалії та Бразилії на міжнародних форумах, надає бразильцям у Португалії та португальцям у Бразилії рівні права відповідно до Статуту рівності португальців та бразильців (Estatuto de igualdade entre portugueses e brasileiros); були також розглянуті питання культурного, наукового, технологічного, економічного, фінансового, комерційного, фіскального, інвестиційного та кількох інших форм інституційного співробітництва.  У 2016 році під час 12-го саміту Бразилії та Португалії в Бразиліа були підписані деякі меморандуми, зокрема щодо антарктичного співробітництва. Обидві держави проводять регулярні саміти для обговорення двосторонніх і багатосторонніх угод та актуальних тем.  Основним питанням двостороннього порядку денного з питань культури є спільне просування та поширення португальської мови.

## Економічні зв'язки
Сьогодні важливі як політичні, так і економічні зв'язки. Компанії з обох країн брали участь у злиттях у 2000-х роках. Вважалося, що відносини між двома країнами ґрунтуються на величезному розмірі Бразилії, а отже, на її економічному ринку та загалом більш потужній економіці. Таким чином, у 1970-х і 1980-х роках бразильські інвестиції в Португалію були набагато більшими, ніж португальські інвестиції в Бразилію. В економічному плані прямі інвестиції Португалії в Бразилію значно зросли, а також спостерігалося постійне зростання торгівлі між двома країнами.

## Культурні відносини
У доповненні до спільності мови і релігії, обидві країни є членами ACOLOP і є частинами португаломовного світу. Португалію іноді суперечливо називають «материною країною» Бразилії. Статуя Педру Алвареша Кабрала в парку Ібірапуейра в Сан-Паулу стверджує, що «бразильці всім зобов'язані Португалії». Вважалося, що незалежність Бразилії від Португалії в 1822 році стала однією з важливих причин занепаду Португалії як світового лідера.
Архітектурний стиль азулежу, поширений у Бразилії, походить від епохи португальського правління.  Бразильські теленовели популярні в Португалії. Однак етнічні стосунки між ними не були міцними, і «особливі стосунки», як стверджували, припинилися до кінця 20 століття  однак громадянам Португалії згідно з Конституцією все ще надаються певні привілеї, яких немає у інших іноземців. Португальська громада все ще існує в Бразилії, як і бразильська громада в Португалії. Також кажуть, що португальська мова «об'єднала» Бразилію, де в 19 столітті лише окремі частини країни говорили мовами корінних народів. Після збільшення кількості поселенців із Європи та африканських рабів португальська стала універсальною мовою в країні.
Однак зв'язки Португалії з Бразилією були слабшими, ніж зв'язки інших європейських імперій, як-от Сполучене Королівство, чиї колонії посилали солдатів для боротьби в обох світових війнах. Культурні дисималіри також існують через вплив корінних народів Бразилії та африканських народів, обидва з яких прийняли португальські імена, але зберегли елементи власної культури, щоб створити «унікальну» бразильську культуру, як у танці та інших аспектах. Вони були прийняті білим населенням Бразилії, але не були присутні в Португалії.
Дві країни також приділили особливу увагу популяризації та поширенню португальської мови у світі. Бразилія та Португалія підписали декілька двосторонніх угод з метою створення єдиної орфографії для португальської мови, яка буде використовуватися всіма країнами, офіційною мовою яких є португальська. З 21 квітня 2000 року громадяни Бразилії можуть подорожувати до Португалії (і навпаки) без візи відповідно до договору «Статус рівності», який був підписаний між двома державами.